# Tres veces Sofía
Tres veces Sofía (trad.: Três Vezes Sofia) é uma telenovela mexicana exibida pela Azteca e produzida por Juan David Burns em 1998. 
Foi protagonizada por Lucía Méndez e Omar Fierro com antagonização de Marco Muñoz.

## Elenco
- Lucía Méndez .... Sofía Gutiérrez
- Omar Fierro .... Federico Vidaurri
- Marco Muñoz .... Jorge Briseño
- Karen Sentíes .... Leticia Plata
- Martha Mariana Castro .... Laura
- Saby Kamalich .... Adelaida
- Verónica Langer .... Elsa
- Lisa Owen .... Mercedes Montemayor
- Homero Wimer .... César Márquez
- José González Márquez .... Don Alberto "Beto" Solis
- Guillermo Quintanilla .... Rigoberto Serna
- Alma Rosa Añorve .... Gloria
- Carlos Águila .... Lic. Tappan
- Mayte Vilán .... Alejandra Landazábal
- Mark Tacher .... Juan Carlos Cifuentes
- Gabriel Porras .... Germán Lizarralde
- Raquel Bustos .... Andrea Briseño
- Alain Kuri .... Guillermo Briseño (Memo)
- Hernán Mendoza .... Félix Valladares
- Alejandro Gaytán .... Juan Andrés
- Fernando Becerril .... Adolfo Landazábal
- Evangelina Elizondo .... Magnolia
- Marta Resnikoff .... Lic. Rosa Roa
- Cristina Michaus .... La Rusa
- Edith Kleiman .... Díaz
- Juan David Burns .... Arturo Guevara
- Jimena Guerra .... Lupe
- Miguel Couturier .... Henry
- Luz Elena Solís .... Alcira
- Rodolfo de Anda .... Renato